# Jan Wołowiec
Jan Wołowiec – sierżant Wojska Polskiego, kawaler Orderu Virtuti Militari.

## Życiorys
Podczas wojny domowej w Rosji w 1918 i 1919 walczył na dalekim wschodzie jako sierżant 1. Kompanii Polskiego Samodzielnego Oddziału Murmańskiego (tzw. Murmańczycy), dowodzonej przez por. Bolesława Ducha, w ramach interwencyjnych wojsk brytyjskich walczących z oddziałami Armii Czerwonej. Brał udział w walkach oddziału, a w 1919 został ranny w bitwie pod Bolszymi Oziorkami. Pod koniec 1919 powrócił do niepodległej Rzeczypospolitej.
W 1921 został zwolniony z Wojska Polskiego i rozpoczął pracę zarobkową. Za swoje czyny otrzymał Order Virtuti Militari w 1921. Przez wiele lat, niespełna dwie dekady istnienia II Rzeczypospolitej, nie zdołano doręczyć Janowi Wołowcowi odznaczenia, a order przechowywała Kapituła Orderu Virtuti Militari. Pod koniec lat 30. Zarząd Główny Związku Murmańczyków odnalazł Jana Wołowca, który pracował w Kopalni Węgla Kamiennego „Saturn” w Czeladzi. Uroczystej dekoracji Orderem Virtuti Militari na Placu Józefa Piłsudskiego w Katowicach 24 stycznia 1937 dokonał były dowódca oddziału murmańskiego, minister spraw wojskowych płk Julian Skokowski.

## Ordery i odznaczenia
- Krzyż Srebrny Orderu Virtuti Militari
- Krzyż Walecznych – czterokrotnie
- Krzyż Wojenny (Francja)
- Medal Wojskowy (Wielka Brytania)
- Medal Pamiątkowy Wielkiej Wojny (Francja)
- Médaille Interalliée (Francja)
- Biało-Amarantowa Wstążka z Palmą